# Sarcophaga semenovi
Sarcophaga semenovi är en tvåvingeart som beskrevs av Boris Borisovitsch Rohdendorf 1925. Sarcophaga semenovi ingår i släktet Sarcophaga och familjen köttflugor.
Artens utbredningsområde är Kazakstan. Inga underarter finns listade i Catalogue of Life.